# As Altas Montanhas de Portugal
As Altas Montanhas de Portugal (The High Mountains of Portugal, em inglês) é um romance de Yann Martel publicado pela primeira vez em 2016 no Reino Unido pela Canongate Books. 
O romance está dividido em três partes, cada uma das quais está centrada num período recente de luto de um viúvo:
- Parte um - Homeless (Sem casa)
- Parte dois - Homeward (Para casa)
- Parte três - Home (Casa)

## Resumo
Na Lisboa de 1904, um jovem Tomás descobre num diário de um padre do século XVII a referência a um artefacto extraordinário que poderá redefinir a história. Ao volante de um dos primeiros automóveis a circular em Portugal, Tomás aventura-se pelo país em busca deste objeto invulgar.
Trinta e cinco anos depois, em Bragança, um patologista, leitor compulsivo dos romances de Agatha Christie, vê-se enredado num mistério que é consequência da demanda que Tomás levara a cabo.
Décadas mais tarde, um senador canadiano refugia-se numa aldeia do Nordeste português após a morte da esposa. Com ele traz um companheiro invulgar, um chimpanzé, sendo desvendado por fim um mistério com cem anos.

## Título
Martel optou pelo título As Altas Montanhas de Portugal por ironia ou misticismo, porque, segundo ele, a verdade é que não há verdadeiras montanhas em Portugal. Em entrevista à National Public Radio dos EUA, referiu que há uma região no nordeste de Portugal que se chama Trás-os-Montes que significa além das montanhas, ou atrás das montanhas, sendo curioso porque não há verdadeiras montanhas, como duas das personagens do livro referem.
Tuizelo, uma aldeia de Trás-os-Montes, é o ponto fulcral para onde convergem duas das histórias (Partes Um e Dois),:125,173 ou onde decorre grande parte da acção (Parte Três).:264

## Recepção crítica
Para Mike Broida, no The New York Times, no último romance de Yann Martel as histórias de três homens são como amarras soltas que se entrelaçam nas profundezas do nordeste português, entre matas e colinas pedregosas. “As Altas Montanhas de Portugal” cuja acção decorre ao longo do século XX explora a questão delicada da perda de um ente querido: cada uma das suas três partes explora as consequências da viuvez de um homem.
Também para Mike Broida, na primeira parte, Tomás sai de Lisboa, em 1904, viajando num dos primeiros automóveis a circular do país, para ir tentar encontrar uma relíquia perdida: “Decidiu avançar. Há uma igreja nas Altas Montanhas de Portugal à espera dele. Ele deve chegar lá. Esta caixa de metal sobre rodas irá ajudá-lo... Isto é minha casa. Este é o meu lar.” Na viagem de carro ocorrem cenas míticas, quase mágicas, que lhe dão um poder e ao mesmo tempo um medo incontroláveis, e das quais resultam por sua vez consequências terríveis.
Ainda para Mike Broida, a história de Tomás desenrola-se com energia e mistério, mas as duas outras, as de Eusébio e Peter, desenvolvem-se num lento redemoinho, num diálogo denso e alegórico que vai desde a natureza da teodiceia à obra de Agatha Christie e ao comportamento dos chimpanzés. A paisagem cultural e física de Portugal é o pano de fundo da narrativa. Este é um país "solene na sua beleza", com os seus "grandes afloramentos de rochas redondas". Vegetação verde escura que está seca e raquítica. Bandos errantes de cabras e ovelhas”. Mas são as montanhas que inspiram os personagens centrais do romance, homens constantemente à procura do que nunca encontram.
Finalmente para Mike Broida, crucial para o espírito da narrativa é o conceito português de saudade, uma palavra intraduzível que transmite a lembrança de um momento passado que pode ser inatingível de novo. A saudade derrama-se pela língua portuguesa que soa, como diz Martel, como “um sussurro lânguido e arrastado”. Também pode manifestar-se no povo do país; um homem refere que todos os que ele encontra “cheiram ao tempo e irradiam solidão”. Em momentos-chave, a saudade manifesta-se até mesmo nas ações dos personagens: Tomás decide andar às arrecuas na rua, incapaz de tirar os olhos de onde já esteve, negando a perda do que ele já antes teve.
Para Jean Zimmerman, no NPR, quando Yann Martel publicou o sensacional Life of Pi, os leitores descobriram um romancista-alquimista, capaz de tirar ouro de personagens improváveis e cenários anómalos. Um tigre e um adolescente juntos no mar azul durante 227 dias? Só Martel nos poderia encantar nessa suspensão da descrença, transformando uma história improvável numa fábula e não numa numa coisa banal.
Também para Zimmerman, em As Altas Montanhas de Portugal, Martel trabalha num cenário diferente, ou de facto em três cenários, já que nos oferece uma série de três histórias interligadas. Neste caso, o todo é mais do que a soma das partes, já que cada uma delas se reforça nas outras. De três resulta um, como na Trindade. Na primeira parte, no início do século XX, em Lisboa, o jovem Tomas encontra num livro antigo a referência a um crucifixo de madeira esculpido de modo invulgar e que ele julga que se encontra numa igreja das montanhas do norte. Os leitores saberão que estão na Terra de Martel quando descobrirem que o herói passou a andar às arrecuas, milagrosamente sem nenhuma queda, após sofrer a perda recente da esposa e do filho queridos. Na segunda parte, 35 anos mais tarde, um patologista português e um devoto de Agatha Christie depara-se com um mistério. Este médico também lamenta a perda da sua esposa que morreu afogada, e que lhe aparece em visões. Na autópsia do cadáver de um homem idoso, o médico exuma um conjunto de objetos fantásticos, incluindo uma figura de um chimpanzé abraçando um filhote de urso. A medida da magia de Martel é que o procedimento sendo bizarro ainda assim parece credível.
Finalmente para Zimmerman, na terceira parte do livro, Martel novamente salta décadas em frente, para relatar a história de Peter, um político canadense que também sofreu a angústia de perder a mulher. Num capricho angustiado, Peter adopta um chimpanzé, e segue a exortação de Rilke: "Tens de mudar sua vida". Peter afasta-se de família e amigos, abandona o emprego e o lar para ir viver com o chimpanzé para Tuizelo, o lar da sua família ancestral nas "Altas Montanhas". Aquele lugar tornou-se o ponto de entendimento do significado de cada peça do quebra-cabeças deste romance estranho e maravilhoso, e cujas peças se encaixam num final magistral, do tipo que nos remete de volta ao início para começar tudo de novo.
Segundo Charles Ron, no Washington Post, quinze anos depois de The Life of Pi, Yann Martel leva-nos para outra viagem comprida. Os admiradores do seu romance vencedor do Prémio Booker Man reconhecerão temas familiares daquela história no mar, mas o itinerário neste novo livro imaginativo é inteiramente novo.
Também para Charles Ron, The High Mountains of Portugal é um conjunto de três novelas delicadamente interligadas que ocorrem com décadas de intervalo. Com a marca de humor e emoção de Martel, essas três histórias exploram o terreno acidentado da dor. Mas também contêm as reflexões do autor sobre a conexão entre a narrativa ficcional e os dogmas da fé cristã.
Ainda para Charles Ron, a primeira parte, “Homeless”, é a mais longa e a mais itinerante. Começa em Lisboa em 1904, um lugar e uma época de elegância do velho mundo. Tomás perdeu recentemente o seu filho, a sua companheira e o seu pai, um trindade de morte que o deixou tão triste que passou a andar às arrecuas. “Algumas pessoas nunca riem novamente. Outros começam a beber”, escreve Martel. “Andar de costas, de costas para o mundo, de costas para Deus, ele não está de luto. Ele está recusando. Porque quando tudo o que tu amavas na vida te foi tirado, o que mais há a fazer senão recusares?”
Prossegue Charles Ron que a comédia da primeira viagem de carro é demasiado longa. A natureza sombria da pesquisa de Tomás é inspirada no diário de um padre do século XVII que viveu em S. Tomé onde assistia à passagem dos barcos negreiros. A tristeza de Tomás ecoa o horror daquele inferno, sendo a sua imaginação captada por um crucifixo iconoclasta que o padre criou e que deve ter enviado para algures em Portugal. À medida que a sua viagem errática se torna mais desesperada, a loucura começa a atingir Tomás que está decidido a encontrar o velho crucifixo para atacar Deus. Apesar do padrão tortuoso de Martel, quando se atinge o final, torna-se inteligível a visão de desespero quase insuportável.
Também para Charles Ron, essa mudança de tom ocorre de novo na segunda parte, "Homeward", mas é um tipo de história totalmente diferente. Em vez de uma viagem por Portugal durante dias, decorre numa única noite estranha no escritório dum patologista, em Bragança, no final da década de 1930. A esposa do patologista vem ter com ele ao seu gabinete de trabalho para expor a sua curiosa teoria sobre a conexão entre os Evangelhos e as obras de Agatha Christie. “Humor e religião não combinam bem”, diz ela, mas eles estão bem misturados nesta história, que é basicamente uma dissertação sobre a estrutura alegórica da vida de Jesus. “Por que falava Jesus por parábolas? Por que contava ele histórias e se apresentava através de histórias?” Esta é uma questão subjacente da própria obra de Martel. Mas a esposa do médico ironicamente compara a crucificação de Jesus a um dos mistérios de assassínio em que intervém Hercule Poirot, sugerindo que o verdadeiro significado dos Evangelhos, um casamento entre a razão e a fé, se encontram apenas na interpretação literária, numa consideração radicalmente anti-histórica da vida de Jesus.
Finalmente para Charles Ron, tudo isto pode parecer um pouco pedante, mas rapidamente se torna uma espécie de preparação para lermos a história da segunda visita do patologista naquela noite. Sempre subtilmente, Martel leva a história do realismo ao surrealismo, do consultório antisséptico de um patologista ao universo fecundo de Isaac Bashevis Singer. E de repente, o patologista vê-se envolvido numa alegoria da perda que é incrivelmente bela e triste. Um dos prazeres colaterais deste livro, e desta parte em particular, é que demonstra que Martel pode tratar o material simbólico de forma muito mais eficaz do que no seu romance anterior, “Beatrice and Virgil”. Em “As Montanhas Altas de Portugal”, ele restabeleceu o frágil equilíbrio dos seus tons e explorou de forma muito mais conseguida a nossa capacidade de persistir, e até de prosperar, num ambiente de tristeza. Este tema recebe o tratamento mais eficaz na parte final, “Home” ("Lar"), que envolve Peter, um político canadense que perde a sua esposa. A história está tingida de tristeza, mas que gradualmente é superada por uma estranha espécie de alegria. A escrita de Martel nunca foi tão charmosa, uma mistura rica de doçura, que não é enjoativa, e de tragédia, que não é melodramática. Quando a vida de Peter  é finalmente entrosada nas duas histórias anteriores, "As Altas Montanhas de Portugal" atinge um ponto alto a partir do qual podemos ver algo discretamente milagroso.
Para Lucy Pepper, no Observador, há uma grande tradição na literatura anglófona de romances com cenários estrangeiros. Há, em inglês, centenas de livros escritos assim sobre França, Itália, Espanha, Grécia, o subcontinente Indiano, a América Latina… mas ainda poucos sobre Portugal. Kingsley Amis escreveu um nos anos 50, Monica Ali escreveu Azul Alentejo há uns dez anos, Robert Wilson tem incluído Portugal nos seus policiais. Agora Yann Martel escreveu um romance que decorre em grande parte em Portugal, mas nele Portugal é completamente irreconhecível. Será que isto faz algum mal? Afinal é só realismo mágico canadiano.
Ainda para Pepper, nos caminhos já muito pisados desta realidade mágica de Martel, há um chimpanzé que vive dentro de um homem, e um lisboeta que, em 1904, decide andar a pé só em marcha-atrás (teria sido metido num hospício!). O primeiro terço do livro trata de uma viagem detalhada de Lisboa a Trás-os-Montes, mas pelo caminho não há menção de nenhuma serra, nenhum vale, nenhum rio que não seja o Tejo. As aldeias que Martel descreve parecem aldeias francesas que se vêem nos filmes, os aldeões que ele encontra (além de uma excepção notavelmente eloquente) situam-se entre “saloio simples” e “idiota da aldeia”. Os protagonistas principais parecem-se com personagens que esperaríamos encontrar num romance de Gabriel Garcia Marquez ou de Isabel Allende. Não há portugueses no Portugal de Yann Martel.
Conclui Pepper perguntando: que mal faz que um canadiano tenha escrito uma fantasia e a situe num país de que não retrata correctamente quase nada? E que mal faz que a sua editora nunca se tenha lembrado de pedir a um português para dar ao livro uma vista de olhos? Não faz mal nenhum, pois não?
Para João Céu e Silva, no Diário de Notícias, os viajantes estrangeiros sempre se apaixonaram pelo extremo ocidental da Europa. Desta vez é um romance tão curioso como alegórico de Yann Martel que tem Portugal como cenário geográfico e mítico. As Altas Montanhas de Portugal surpreende, mas decerto deixará o leitor estarrecido quando ler uma esotérica descrição de uma idosa a despir-se sobre uma mesa de autópsias, numa das muitas alegorias que o escritor coloca neste romance. Mas mais do que o striptease da idosa, o que torna o romance delirante na sua segunda parte é a narrativa da mulher do patologista sobre o que liga Agatha Christie ao significado dos Evangelhos.
Também para João Céu e Silva, esta obra de Martel reúne um trio de histórias que se interligam devido à localização geográfica e sempre com personagens e histórias diferentes a não ser na existência de um chimpanzé que atravessa todo o romance. "Sem casa" relata a viagem do protagonista Tomás, um curador do Museu Nacional de Arte Antiga, desde o bairro de Alfama até Tuizelo, que é um prato forte de reminiscências etnográficas do nosso país. "Para casa" é tão divertida como a primeira e decorre em Bragança sendo dominada pelas questões da religião e do humor, com a justificação de Jesus utilizar abundantemente as parábolas e na semelhança dos métodos de investigação de Hercule Poirot. "Casa" é a parte menos humorística e trata da questão da dor que resulta da perda de uma pessoa de quem se gosta, narrando o exílio de um político canadiano no nordeste de Portugal na década de 1930.
Ainda para João Céu e Silva, The High Mountains of Portugal não será A Vida de Pi, que vendeu mais de sete milhões de exemplares e se tornou no único best-seller entre os vencedores do Man Booker Prize, mas tem tudo para se tornar um grande êxito devido à sua temática alegórica e a uma narração bruxuleante. Claro que há situações que podem parecer desfocadas, mas, como diz o personagem patologista, "Cada cadáver é um livro com uma história para contar, cada órgão um capítulo, e os capítulos interligados por uma narrativa comum."
Finalmente para João Céu e Silva, há ainda outro ponto comum às três histórias: um diário. Este escrito do Padre Ulisses serve como espoleta para a demanda de Tomás até Tuizelo, onde se liga às duas outras partes, e que traz à narrativa a questão do tráfico de escravos feito pelos portugueses no século XVII a partir de Angola. É dessa leitura do diário de Ulisses que surge a razão de ser do chimpanzé neste As Altas Montanhas de Portugal.